# Franciszkowo (powiat gostyński)
Franciszkowo – osada w Polsce położona w województwie wielkopolskim, w powiecie gostyńskim, w gminie Poniec.
Osada jest częścią sołectwa Czarkowo.
W okresie Wielkiego Księstwa Poznańskiego (1815-1848) miejscowość wzmiankowana jako kolonia Franciszkowo należała do wsi mniejszych w ówczesnym pruskim powiecie Kröben (krobskim) w rejencji poznańskiej. Franciszkowo należało do okręgu krobskiego tego powiatu i stanowiło część majątku Drzewce, którego właścicielem była wówczas (1846) Kunegunda Mycielska. Według spisu urzędowego z 1837 roku kolonia liczyła 38 mieszkańców, którzy zamieszkiwali 6 dymów (domostw).
W latach 1975–1998 miejscowość należała administracyjnie do województwa leszczyńskiego.
Inne miejscowości o nazwie Franciszkowo: Franciszkowo, Franciszków